# شبکه رادیویی

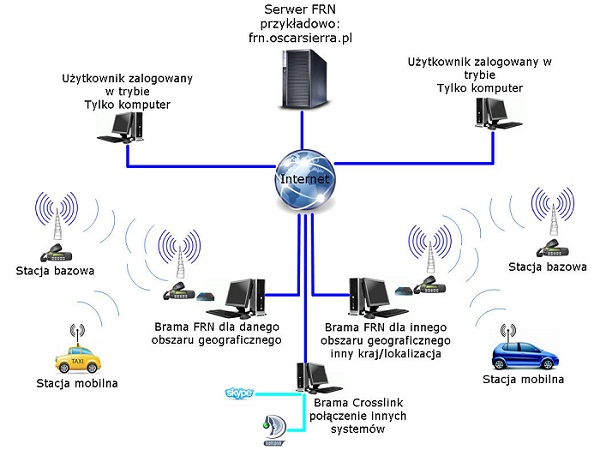
نمودار شبکه رادیویی

در حال حاضر در دنیا دو نوع شبکهٔ رادیویی در حال استفاده است: شبکهٔ پخش همگانی یک به چند که معمولاً برای اطلاعات عمومی و رسانهٔ جمعی سرگرمی مورد استفاده قرار می‌گیرد؛ و مدل رادیویی دوطرفه که معمولاً برای ایمنی و سرویس‌های عمومی مثل پلیس، آتش، تاکسی و اراِیهٔ خدمات استفاده می‌شود. تلفن‌های همراه قادر به ارسال و دریافت دو فرکانس متفاوت به صورت هم‌زمان می‌باشند. بسیاری از اجزای یکسان و تکنولوژی‌های پایه‌ای در هر سه مورد به کار گرفته می‌شوند.
نوع دو طرفه شبکه رادیویی، بسیاری از تکنولوژی‌ها و قطعات را به عنوان شبکه رادیویی همگانی به اشتراک می‌گذارد اما به‌طور کلی با نقاط پخش ثابت (فرستنده‌ها) و گیرنده‌های هم‌محل و فرستنده-گیرنده (ترنسیور)های تلفن همراه نصب می‌شود. به این ترتیب هر دو واحد رادیویی ثابت و همراه می‌توانند با یکدیگر در سراسر مناطق جغرافیایی وسیع از شهرهای کوچک تا ایالت‌ها / استان‌ها یا کشورها ارتباط برقرار کنند. راه‌های بسیاری وجود دارد که در آن چندین سایت فرستنده / گیرنده ثابت می‌توانند به هم متصل باشند تا محدوده پوشش مورد نیاز قوه قضاییه یا مقامات مسئول که سامانه را اجرا می‌کنند را به دست آورند: ارتباطات بی‌سیم سنتی در باندهای فرکانس متعدد، ارتباطات فیبر نوری یا ارتباطات مایکروویو. در همه این موارد، سیگنال‌ها به یک سوئیچ مرکزی از نوعی که پیام رادیویی پردازش می‌شود بک‌هال می‌شوند و دوباره به همهٔ فرستنده‌ها در جایی که باید شنیده شوند ارسال می‌شوند.
معمولاً در سامانه‌های معاصر رادیویی دو طرفه، ترانک برای بدست آوردن کارایی بهتری از طیف رادیویی استفاده می‌شود و برای کاربر رادیو پوشش گسترده‌ای را هنگامی که در سراسر پوشش سامانه در حرکت است، بدون عوض کردن کانالها، فراهم می‌آورد. ترانک رادیو دو طرفه همانند مفهوم مورد استفاده برای سیستمهای تلفنهای همراه است به طوری که رادیو متحرک و ثابت به‌طور خاص توسط پایشگر سامانه شناسایی می‌شوند و عملیات توسط پایشگر سوییچ می‌شود. برای مشاهده جزئیات اینکه چگونه رادیوهای مختلف و سیستمهای رادیویی مختلف کار می‌کنند، رادیو دو طرفه و رادیو ترانک را مشاهده نمایید.

## شبکه‌های پخش همگانی
نوع همگانی شبکه رادیویی یک سیستم شبکه است که همزمان یا با کمی تأخیر برنامه‌ریزی را به چندین ایستگاه به منظور گسترش پوشش محدودهٔ یک سیگنال همگانی توزیع می‌کند. گسترش مخاطبان برنامه‌نویسی رادیو یا اطلاعات اساساً از مزایای تولید انبوه سازمانهای همگانی است.
یک شبکه رادیویی دارای دو بخش فروش است، یکی برای بسته‌بندی و فروش برنامه‌ها به ایستگاه‌های رادیویی، و دیگری برای فروش مخاطبان این برنامه‌ها به تبلیغ‌کنندگان.
بیشتر شبکه‌های رادیویی نیز برنامه‌های خود را تولید می‌کنند. در اصل، شبکه‌های رادیویی صاحب همه یا برخی از ایستگاه‌ها بوده‌اند که برنامه رادیویی فرمت را پخش همگانی می‌کردند. البته در حال حاضر شبکه‌های زیادی وجود دارند که هیچ ایستگاه ای ندارند و فقط برنامه را تولید و/یا توزیع می‌کنند. به‌طور مشابه مالکیت ایستگاه همواره وابستگی شبکه را نشان نمی‌دهد. هر شرکتی ممکن است ایستگاه‌هایی را در چندین بازار مختلف داشته باشد و برنامه‌ها را از شبکه‌های متفاوتی خریداری نماید.
شبکه‌های رادیویی با افزایش پخش رادیو به شنوندگان خانگی در دهه ۱۹۲۰ به سرعت رشد کرد. این سیر رشد در مکان‌های مختلف، متفاوت بود. در بریتانیا بی‌بی‌سی با بودجه عمومی، به عنوان جواز گیرنده پخش و پخش کننده انحصاری در دهه‌های اولیه آن، توسعه یافت. در مقابل، در ایالات متحده، شبکه‌های مختلف پخش بازرگانی به صورت رقابتی به وجود آمدند که با درآمد حاصل از تبلیغات تأمین مالی می‌شدند. در این مثال، شرکتی که شبکه را در اختیار دارد، رادیوی شنونده را تولید می‌کند و آن را به بازار عرضه می‌کند.
چالش‌های فنی عمده ای که باید در هنگام پخش برنامه‌ها بر روی مسافت‌های طولانی برطرف شوند، عبارتند از حفظ کیفیت سیگنال و مدیریت تعداد نقاط سوییچ و رله در زنجیره سیگنال. در گذشته، توسط روش‌های مختلف برنامه‌ها به ایستگاه‌های دور فرستاده می‌شدند. (هم ایستگاه‌های متعلق هم ایستگاه‌های وابسته) از جمله خطوط تلفن اجاره شده، صفحات گرامافون ضبط شده و نوارهای صوتی. ادعا می‌شود که نخستین شبکه رادیویی جهانی بی‌سیم، یک شبکه رادیویی روستایی بوده‌است، که بخشی از شش ایستگاه FM در نیویورک بود و در ماه ژوئن ۱۹۴۸ آغاز به کار کرد. رله مایکروویو زمینی که مدت‌ها بعد برای ارتباطات ایستگاه‌ها معرفی شد، عمدتاً توسط کابل کواکسیال، فیبر و ماهواره ای جایگزین شده‌است، که معمولاً نسبت هزینه-سود بهتری را ارائه می‌دهند
بسیاری از شبکه‌های رادیویی اولیه به شبکه‌های تلویزیونی تبدیل شدند.